# کورنیانینگرات
رادن آجنک کورنیانینگرات سستراویناتا (انگلیسی: Kurnianingrat; ۴ سپتامبر ۱۹۱۹ – ۱۸ اکتبر ۱۹۹۳) که بیشتر با نام کورنیانینگرات شناخته می‌شود، یک مربی اندونزیایی و از پیشگامان برنامه درسی کشور برای آموزش زبان انگلیسی به عنوان زبان خارجی بود. او از سال ۱۹۵۳ تا ۱۹۵۶ معاون مدیر بازرسی زبان انگلیسی اندونزی، یکی از شاخه‌های وزارت آموزش و فرهنگ بود. بعدها، او به عنوان رئیس دپارتمان مطالعات انگلیسی در دانشگاه اندونزی خدمت کرد.
کورنیانینگرات که در خانواده‌ای اشرافی از مردم سوندانی به دنیا آمده بود—پدرش حاکم کیامیس در جاوه غربی (که در آن زمان بخشی از مستعمره هند شرقی هلند بود) و مادرش معلمی از گاروت بود—در مدارس زبان هلندی تحصیل کرد و در خانه‌های مردم هلندی و مردم ایندو زندگی می‌کرد. پس از دبیرستان، از مدارس تربیت معلم فارغ‌التحصیل شد و در روان‌شناسی تخصص گرفت. اولین مأموریت تدریس او در سال ۱۹۳۸ در باتاویا (که اکنون جاکارتا است) بود، جایی که برای اولین بار با جنبش بیداری ملی اندونزی آشنا شد. در طول و بلافاصله پس از اشغال هند شرقی هلند توسط ژاپن، او در یوگیاکارتا کار و زندگی کرد و شاهد و شرکت‌کننده در جنگ استقلال اندونزی بود. در آنجا، او با نخست‌وزیر اندونزی علی ساسترومیدجویو آشنا شد که در سال ۱۹۷۰ با او ازدواج کرد. دو تن از دانش‌آموزانش، داود جوسف و نوگروهو نوتوسوسانتو، بعدها وزیر آموزش شدند.
کورنیانینگرات برای ادامه تحصیل به خارج از کشور رفت؛ ابتدا یک سال در سیدنی برای آشنایی با نظام آموزشی استرالیا و سپس دو سال در دانشگاه کرنل در ایالات متحده آمریکا برای دریافت مدرک کارشناسی ارشد در ادبیات انگلیسی. او با تعدادی از پژوهشگران خارجی اندونزی از جمله هربرت فیت و همسرش بتی، آیلسا تامسون زین‌الدین و جورج مک‌تورنن کاهین دوستی برقرار کرد. به دلیل تجربه‌اش در همکاری با فیت‌ها و زین‌الدین که از نخستین داوطلبان استرالیایی برای همکاری با دولت اندونزی بودند، او یکی از حامیان اولیه برنامه‌های داوطلبی بین‌المللی استرالیا شد.

## زندگی‌نامه

### اوایل زندگی، خانواده و تحصیلات

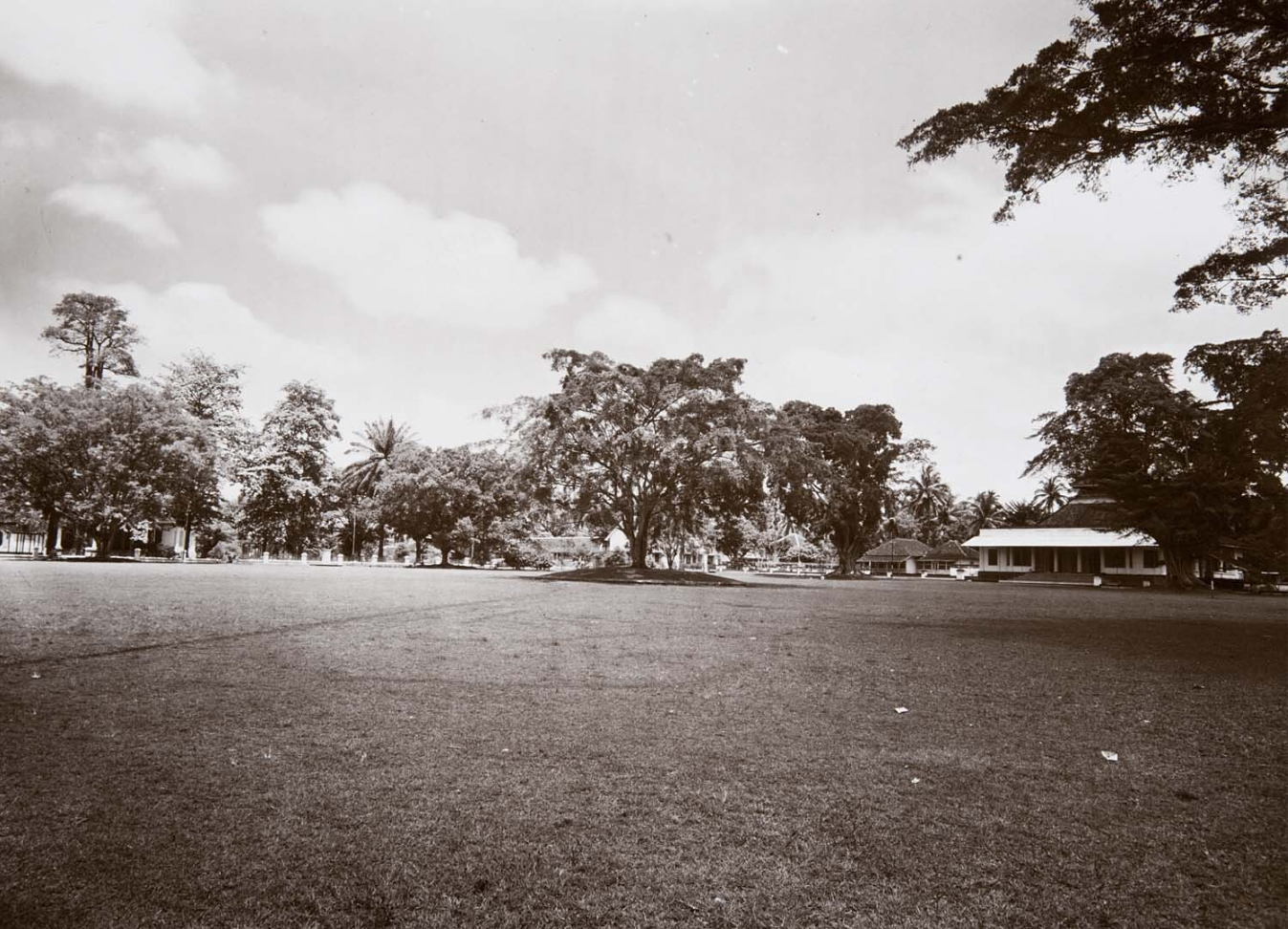
آلون‌آلون کیامیس، حدود c. ۱۹۲۵–۱۹۳۳. کورنیانینگرات و مادرش در خانه‌ای ساده نزدیک مسجد سمت راست، پشت درختان زندگی می‌کردند.

کورنیانینگرات در کیامیس، شهری نزدیک مرز جاوه غربی و جاوه مرکزی، در ۴ سپتامبر ۱۹۱۹ به دنیا آمد. پدرش رادن آدیپاتی آریا سولیمان سستراویناتا، یک اشرافی مردم سوندانی بود که توسط مقامات هند شرقی هلند به عنوان حاکم کیامیس منصوب شد.
مادرش، سوهایمی، معلمی از گاروت و دختر یکی از ملاکان محلی بود. پس از مرگ همسر اول پدرش از دیسانتری، او با سوهایمی ازدواج کرد. به دلیل اینکه همسر اول پدرش فرزندی نداشت، سستراویناتا اولین فرزند این ازدواج را کورنیه نامید که به معنای هدیه است. بعدها، این نام با پسوند ningrat که نشان‌دهندهٔ تبار اشرافی است، تکمیل شد.
کورنیانینگرات در سن سه یا چهار سالگی به مدرسه روستا رفت. سال بعد، برای یادگیری زبان هلندی به خانه یک خانواده ایندو-اروپایی در تاسیک‌مالایا فرستاده شد. در پنج‌سالگی، زبان هلندی را به اندازه‌ای آموخته بود که وارد یک مدرسه ابتدایی اروپایی شود. سپس در سن هفت سالگی به باندونگ رفت تا در مدرسه‌ای که توسط راهبه‌های اورسولین اداره می‌شد، تحصیل کند. او پس از اتمام دبیرستان، وارد دانشکده تربیت معلم شد و در رشته روان‌شناسی تخصص گرفت.

### اوایل دوران حرفه‌ای و فعالیت‌های زمان جنگ

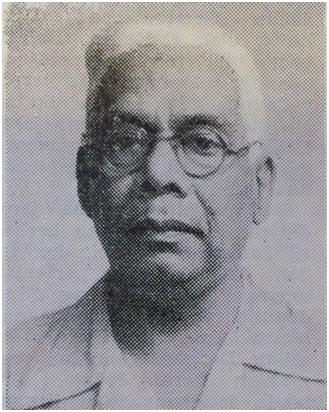
بگین‌دا دهلان عبدالله (۱۸۹۵–۱۹۵۰)، که کورنیانینگرات را با جنبش ملی‌گرایانه اندونزی آشنا کرد

در سال ۱۹۳۸، کورنیانینگرات حرفه خود را با تدریس کلاس سوم در یک مدرسه ابتدایی هلندی-چینی در گلودوک، منطقه چینی‌نشین پایتخت استعماری باتاویا آغاز کرد. یکی از همکارانش از سوماترا که معلم کلاس ششم بود، دهلان عبدالله، او را با جنبش ملی‌گرایانه اندونزی که با حکومت استعماری مخالف بود، آشنا کرد. از طریق او، کورنیانینگرات از بی‌عدالتی‌های مرتکب‌شده توسط هلندی‌ها آگاه شد و دریافت که بیشتر بومیان اندونزیایی مانند او اجازه ورود به مدارس ابتدایی اروپایی را ندارند. به درخواست پدرش، او بعداً توسط وزارت آموزش و پرورش به پوروکرتو منتقل شد تا در یک مدرسه ابتدایی اروپایی تدریس کند. با نزدیک‌تر شدن مدرسه به خانه، خواهرش و برخی از برادرزاده‌ها و خواهرزاده‌های جوانش در آنجا ثبت‌نام کردند و تحت آموزش کورنیانینگرات قرار گرفتند.
طولی نکشید که جنگ در اروپا آغاز شد و پس از نبرد هلند، مدیر مدرسه برای پیوستن به تلاش‌های دفاعی، مدرسه را ترک کرد. کورنیانینگرات به‌عنوان واجد شرایط‌ترین عضو هیئت آموزشی، جایگزین او شد که این امر نارضایتی سایر معلمان و ناظر استعماری محلی را برانگیخت. اما با افزایش احتمال لشکرکشی هند شرقی هلند پس از حمله به پرل هاربر در سال ۱۹۴۱، مدرسه تعطیل شد زیرا خانواده‌های هلندی شروع به مهاجرت به استرالیا و جاهای دیگر کردند. کورنیانینگرات نیز همراه خانواده‌اش به حومه شهر نقل مکان کرد و تا مارس ۱۹۴۲، نیروهای ژاپنی پوروکرتو را اشغال کردند. این اشغال، باعث قطع حقوق بازنشستگی پدرش از اداره استعماری هلند شد، بنابراین کورنیانینگرات بار دیگر در جستجوی کار به باتاویا (که توسط حکومت نظامی ژاپن به جاکارتا تغییر نام داده شد) بازگشت. در آنجا، او دوباره با همکار سابقش، دهلان عبدالله، که توسط ژاپنی‌ها به‌عنوان رئیس موقت اداره شهری منصوب شده بود، دیدار کرد. او به کورنیانینگرات شغلی در دفتر شهرداری پیشنهاد داد، هرچند حقوقش بسیار اندک بود. بعدها، او در وزارت آموزش ژاپن برای تدریس روان‌شناسی در یک مدرسه تربیت معلم دخترانه  در یوگیاکارتا درخواست داد. او از زمان دانشجویی در مدرسه تربیت معلم انجمن هند و اروپا به روان‌شناسی علاقه‌مند شده بود.

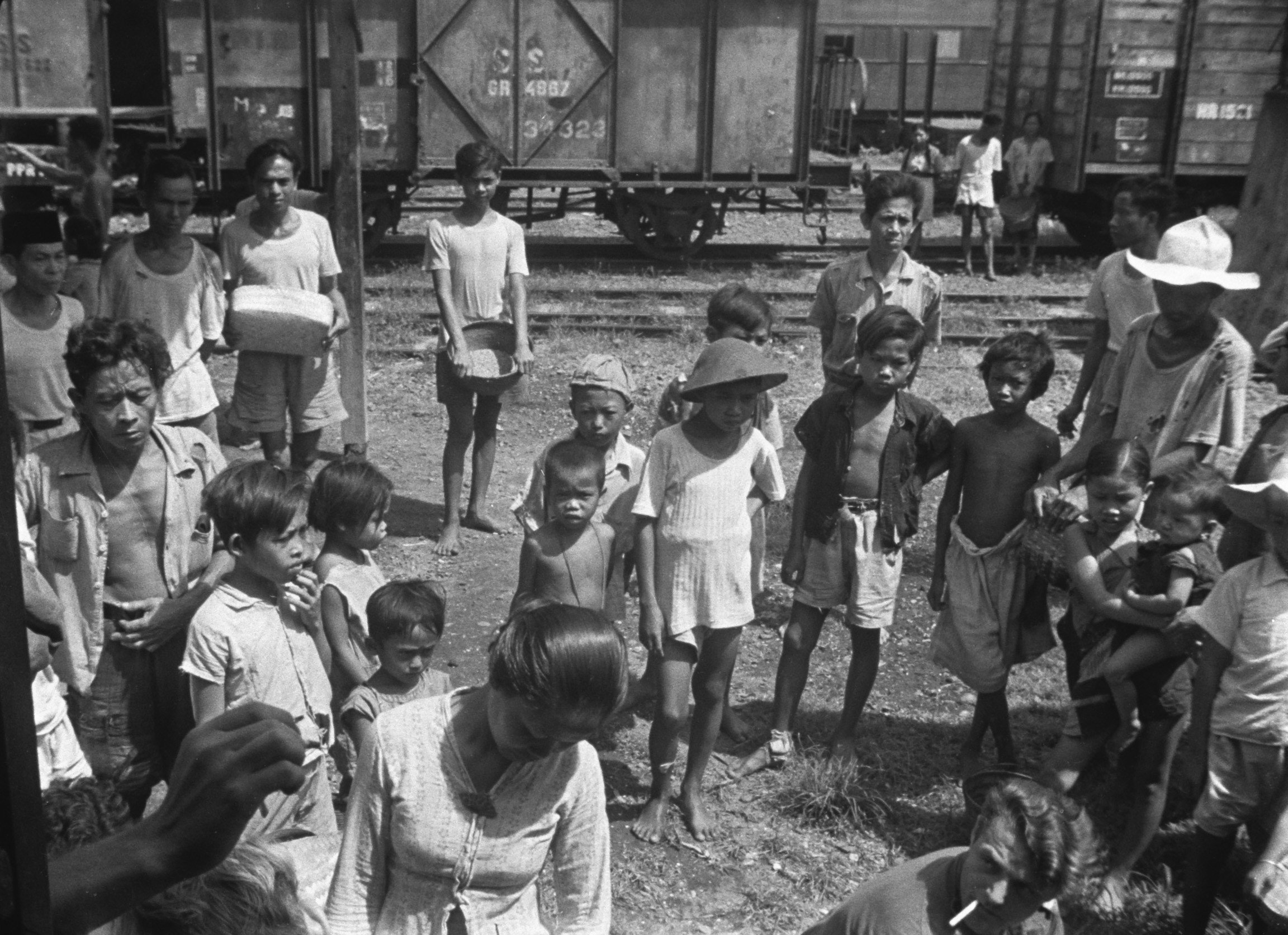
ساکنان یوگیاکارتا در حال انتظار برای دریافت برنج در جریان کمبود مواد غذایی پس از حمله ۱۹۴۸ هلند به شهر.

در یوگیاکارتا، کورنیانینگرات مشاهده کرد که ساکنان شهر به‌طور منظم تشویق می‌شوند که به جای زبان‌های خارجی، زبان اندونزیایی که هنوز در حال توسعه بود، صحبت کنند. او که بیشتر به زبان هلندی صحبت می‌کرد، اندونزیایی کمی بلد بود، با این حال این زبان، زبان آموزشی اصلی در مدرسه‌ای بود که تدریس می‌کرد. یکی از همکارانش درس‌های او را به اندونزیایی ترجمه می‌کرد و او آن‌ها را برای کلاس‌هایش حفظ می‌کرد. با وخامت وضعیت اقتصادی در زمان تصرف هند شرقی هلند توسط ژاپن، کورنیانینگرات پارچه چاپ کلاقه‌ای مبادله و جواهرات خود را برای حمایت از تحصیلات اعضای خانواده‌اش فروخت. او در تعطیلات در پوروکرتو بود که خبر تسلیم ژاپن به متفقین جنگ جهانی دوم در سال ۱۹۴۵ به هند شرقی رسید. چند روز بعد، خبر اعلان استقلال اندونزی توسط احمد سوکارنو و محمد حتی از طریق رادیو استرالیا به یوگیاکارتا رسید. نیروهای متفقین در سپتامبر برای بازگرداندن کنترل هلندی‌ها وارد شدند و دولت جمهوری تازه‌تأسیس به یوگیاکارتا منتقل شد. در سال ۱۹۴۶، کورنیانینگرات شروع به تدریس زبان انگلیسی در یک دبیرستان کرد و همچنین برای ایستگاه رادیویی صدای اندونزی آزاد اخبار انگلیسی خواند. او و یکی از همکارانش، اوتامی سورجادارما، برای شرکت در ضیافت‌های رسمی در کاخ ریاست جمهوری دعوت می‌شدند، زیرا تعداد کمی از اندونزیایی‌ها قادر به صحبت با مهمانان خارجی به زبان انگلیسی بودند. او امیدوار بود که با حضور در این ضیافت‌ها، «تصور اندونزیایی‌ها به‌عنوان مردمانی ناآگاه و نیمه‌وحشی را از بین ببرد.»

در سال ۱۹۴۷، کورنیانینگرات به‌عنوان منشی هیئت نمایندگی اندونزی در مذاکرات توافق رنویل با هلند منصوب شد. پس از نقض آتش‌بس توسط نیروهای هلندی و عملیات کرای که منجر به اشغال یوگیاکارتا در ۱۹۴۸ شد، او به جنگ استقلال اندونزی کمک کرد و خانه‌اش را به‌عنوان انبار تدارکاتی در اختیار نیروهای جنگ چریکی قرار داد. در سال ۱۹۴۹، فشار جهانی باعث شد هلند استقلال اندونزی را به رسمیت بشناسد.

## یادداشت
1. ↑  (Zainu'ddin 1994، ص. ۱۱۵) و (Zainu'ddin 1997، ص. ۱۶۴) اطلاعات متناقضی دربارهٔ تاریخ تولد کورنیانینگرات منتشر کرده‌اند، با اولی که ۱۴ سپتامبر و دومی که ۴ سپتامبر را ذکر کرده است. این تناقض ظاهراً در (McCarthy و Zainuddin 2017، ص. ۱۸۸) اصلاح شده، که در آن نامه‌ای به تاریخ ۱۷ سپتامبر ۱۹۹۱ آمده است که کورنیانینگرات در آن می‌نویسد: "دو هفته پیش ۷۲ سالگی خود را جشن گرفتم [...]"